# Угон самолёта Boeing 747 в Карачи
Угон самолёта Boeing 747 в Карачи — террористический акт, совершённый 5 сентября 1986 года. Авиалайнер Boeing 747-121 авиакомпании Pan American выполнял пассажирский рейс PA73 по маршруту Бомбей—Карачи—Франкфурт-на-Майне—Нью-Йорк, но во время промежуточной посадки в Карачи был захвачен группой боевиков Организации Абу Нидаля. Целью угонщиков было направить авиалайнер в Израиль и обрушить его на один из городов. Однако лётный экипаж успел покинуть самолёт, тем самым лишив угонщиков возможности вылететь из аэропорта.
Террористы удерживали самолёт 17 часов, под конец открыв стрельбу по пассажирам, после чего пакистанский спецназ начал штурм. 43 человека погибли (в том числе 12 индийцев), 120 были ранены. Сами угонщики выжили и были сперва приговорены пакистанским судом к смертной казни, позже заменённой на пожизненное заключение. В сентябре 2001 года лидер террористов — Зайд Хассан Абд Аль-Латиф Масуд Аль Сафарини — был освобожден, но вскоре перехвачен американской стороной. В 2004 году американский суд приговорил его к 160 годам заключения. Его сообщники до сих пор отбывают наказание в пакистанской тюрьме .
Стюардесса Нирджа Бханот, благодаря которой было спасено множество заложников, была награждена орденом «Ашока Чакра» посмертно.

## Самолёт
Boeing 747-121 с заводским номером 20351 и серийным 127 был выпущен в 1971 году и 21 мая совершил свой первый полёт. Его четыре турбовентиляторных двигателя были модели Pratt & Whitney JT9D-3A. 18 июня самолёт поступил в американскую  Pan American World Airways, где получил регистрационный номер N656PA и имя Clipper Live Yankee, впоследствии был переименован в Clipper Empress of the Seas.

## Экипаж и пассажиры
Всего на борту Pan Am 73 находилось 365 пассажиров и членов экипажа, которые были гражданами 14 различных стран. Граждане Индии составляли примерно 27% людей, находившихся на борту, и 24% погибших. Граждане трех стран — Индии, Италии и Соединенного Королевства — вместе составляли основную массу (71%) погибших.

## Хронология событий
Рейс 73 авиакомпании Pan American вылетел из Мумбаи и приземлился в аэропорту Карачи для запланированной остановки в 4:30 утра. На борту находились 394 пассажира и 9 младенцев, американский экипаж и 13 индийских стюардесс. В общей сложности 109 пассажиров сошли с самолёта в Карачи. Первый автобус с новыми пассажирами из Карачи едва успел подъехать к самолёту, стоявшему на взлётно-посадочной полосе, когда начался угон.
Четверо угонщиков были одеты как охранники аэропорта Карачи и вооружены штурмовыми винтовками, пистолетами, гранатами и пластиковыми взрывными устройствами. Угонщики ехали на фургоне, переделанном под машину охраны аэропорта, с сиреной и мигающими огнями. Они прошли через контрольно-пропускной пункт и поднялись по одной из трапов к рейсу 73 авиакомпании Pan American.[6] Они бросились вверх по трапу, стреляя в воздух. К первым двум угонщикам присоединились ещё двое, один из которых был одет в пакистанские шальвар-камиз и нёс портфель, набитый гранатами. Примерно в это же время за пределами самолёта была слышна стрельба, в результате которой погибли два сотрудника «Кувейтских авиалиний», работавшие на соседнем самолёте. Угонщики выстрелили в ноги бортпроводнику, вынудив его закрыть дверь. Другая стюардесса, Нирджа Бханот, находилась вне поля зрения угонщиков и передала экстренный код угона экипажу в кабине пилотов, которые впоследствии покинули самолёт через верхний аварийный люк с помощью инерционного катапультируемого устройства.
Примерно через 40 минут после приземления рейса 73 авиалайнер перешел под контроль угонщиков. Уход пилотов предотвратил поднятие воздушного судна в воздух.
Четверо угонщиков были позже опознаны как Зайд Хасан Абд аль-Латиф Сафарини (Сафарини, псевдоним «Мустафа»), Джамаль Саид Абдул Рахим (псевдоним «Фахад»), Мухаммад Абдулла Халил Хуссейн ар-Рахайял («Халил») и Мухаммад Ахмед Аль-Мунавар (псевдоним «Мансур»). Пакистанские власти также установили личность другого сообщника Вадуда Мухаммада Хафиза аль-Турки («Хафиз») и арестовали его неделю спустя.

### Требование пилота
Через короткое время после захвата управления самолетом главный угонщик Сафарини понял, что экипаж в кабине спасся, и поэтому ему придется вести переговоры с официальными лицами. Пассажирам первого и бизнес-классов было приказано пройти в хвостовую часть самолета. В то же время пассажирам, сидевшим в хвостовой части самолета, было приказано пройти вперед. Поскольку самолет был почти полон, пассажиры расселись в проходах, на камбузах и у выходов.
Примерно в 10:00 Сафарини прошёл по салону и подошёл к месту Раджеша Кумара, 29-летнего индийца, родившегося в Кении и проживающего в Хантингтон-Бич, штат Калифорния, который недавно получил американское гражданство. Сафарини приказал Кумару подойти к передней части самолёта, встать на колени у входной двери и повернуться лицом к передней части самолёта, заложив руки за голову. Сафарини провел переговоры с официальными лицами, в частности с Вирафом Дарогой, главой подразделения Pan Am в Пакистане, заявив, что если экипаж не будет отправлен в самолет в течение 30 минут, то Кумар будет расстрелян.
Вскоре после этого Сафарини разозлился на чиновников, схватил Кумара и выстрелил ему в голову на глазах у свидетелей, находившихся в самолете и за его пределами. Сафарини вытолкнул Кумара из двери на трап внизу. Пакистанские сотрудники на рампе сообщили, что Кумар ещё дышал, когда его поместили в машину скорой помощи, но по дороге в больницу в Карачи он скончался.
Сафарини присоединился к угонщикам и приказал стюардессам Бханот, Саншайн Везувала и Мадхви Бахугуна начать собирать паспорта пассажиров. Они выполнили эту просьбу. Во время сбора паспортов стюардессы, полагая, что угонщики выделят пассажиров с американскими паспортами, спрятали некоторые из них под сиденьями, а остальные выбросили в мусорный контейнер.
После того как паспорта были собраны, Бханот вышла в салон и попросила Майкла Джона Текстона, гражданина Великобритании, пройти в переднюю часть самолёта. Текстон возвращался домой в Англию после посещения Пакистана с целью личного паломничества на Броуд-Пик, где его брат, заядлый альпинист, умер от горной болезни в 1983 году. Он сел на рейс в Карачи, чтобы выйти во Франкфурте и пересесть на другой рейс Pan Am в Лондон. Он прошёл через занавеску в переднюю часть самолёта, где столкнулся лицом к лицу с Сафарини, который держал в руках паспорт Текстона. Он спросил Текстона, был ли тот солдатом и есть ли у него оружие, на что Текстон ответил: «Нет». Он приказал Текстону встать на колени. Сафарини сказал чиновникам, что если кто-нибудь приблизится к самолёту, он убьёт ещё одного пассажира.
Вираф Дарога сказал Сафарини, что на борту есть член экипажа, который может пользоваться радиосвязью в кабине, и попросил его вести переговоры по радио. Сафарини вернулся к Текстону и спросил, не хочет ли тот выпить воды, на что Текстон ответил: «Да». Сафарини также спросил Текстона, женат ли он, и заявил, что ему не нравится всё это насилие и убийства, и сказал, что американцы и израильтяне захватили его страну и лишили его возможности жить нормальной жизнью. Один из угонщиков приказал Текстону вернуться на своё место.
У Текстона была возможность спросить своего захватчика об этом происшествии сорок лет спустя и узнать, почему его не застрелили. Похититель объяснил, что, когда Текстон сказал ему, что его брат умер и он не хочет оставлять свою мать бездетной, похититель проникся к нему сочувствием и отпустил его.
Захват самолёта продолжался до ночи. Во время захвата Дик Мелхарт стоял у двери и смог открыть её, когда началась стрельба.[2] Около 21:00 вспомогательный силовой агрегат отключился, всё освещение погасло, и включилось аварийное освещение. Пассажирам в передней части салона было приказано пройти в заднюю часть, а пассажирам в задней части салона — пройти вперёд. Поскольку проходы уже были заполнены пассажирами, те, кто стоял, просто сели.
Когда самолёт остался без питания и погрузился в темноту, угонщик у двери L1 прочитал молитву, а затем прицелился и выстрелил в пояс со взрывчаткой, который был у другого угонщика у двери. Целью было вызвать достаточно мощный взрыв, чтобы убить всех пассажиров и членов экипажа на борту, а также самих угонщиков, но это не удалось. Сразу после этого угонщики начали стрелять из своего оружия по пассажирам в салоне и бросать гранаты.
В конечном счёте именно пули нанесли наибольший ущерб, поскольку каждая из них отскакивала от поверхностей салона самолёта и превращалась в смертоносную шрапнель. Стюардесса у двери L3 открыла дверь; несмотря на то, что трап не выдвинулся, несколько пассажиров и членов экипажа спрыгнули с высоты 15 футов или 6 м/20 футов на трап.
Дик Мелхарт смог открыть дверь у выхода R3, который находился над крылом, и пассажиры выпрыгнули из этого выхода. Сотрудник наземной службы, оказавшийся на борту во время этого испытания, открыл дверь R4, которая была единственной дверью, оборудованной для экстренного спуска. В конечном итоге этот спуск позволил большему количеству пассажиров безопасно и без травм эвакуироваться. Бханот и другие члены экипажа храбро вывели на землю как можно больше пассажиров. Остальные члены экипажа выжили, но Бханот была убита угонщиками.

### Спасательная операция
Пакистанское подразделение, ответственное за спасение самолёта, — это группа специального назначения (SSG), которой руководил бригадный генерал Тарик Мехмуд. Спецназовцы SSG приблизились к самолёту после того, как отключилось питание, но не начали штурмовать его, пока не услышали выстрелы изнутри. К тому времени, когда спецназовцы добрались до самолёта, многие пассажиры уже начали выбираться наружу.
Есть некоторые несоответствия в сообщениях о реакции пакистанской армии на выход из строя генератора. Позднее эту путаницу объяснили тем, что официальные лица поспешили взять на себя ответственность за успешное нападение на угонщиков, а затем отказались от своих заявлений, когда стало ясно, сколько человек погибло в результате трагедии.

## Экипаж и пассажиры
| Подсчет пассажиров по гражданству | Подсчет пассажиров по гражданству | Подсчет пассажиров по гражданству | Подсчет пассажиров по гражданству |
| Национальность                    | Пассажиры                         | экипаж                            | Всего                             |
| --------------------------------- | --------------------------------- | --------------------------------- | --------------------------------- |
| Аргентина                         | 3                                 | 0                                 | 3                                 |
| Австрия                           | 7                                 | 0                                 | 7                                 |
| Австралия                         | 2                                 | 0                                 | 2                                 |
| Бельгия                           | 2                                 | 0                                 | 2                                 |
| Бразилия                          | 5                                 | 0                                 | 5                                 |
| Канада                            | 30                                | 0                                 | 30                                |
| Китай                             | 6                                 | 0                                 | 6                                 |
| Кипр                              | 1                                 | 0                                 | 1                                 |
| Дания                             | 8                                 | 0                                 | 8                                 |
| Франция                           | 16                                | 1                                 | 17                                |
| Германия                          | 81                                | 3                                 | 84                                |
| Гонконг                           | 5                                 | 0                                 | 5                                 |
| Венгрия                           | 2                                 | 0                                 | 2                                 |
| Индия                             | 91                                | 8                                 | 99                                |
| Иран                              | 1                                 | 0                                 | 1                                 |
| Ирландия                          | 5                                 | 0                                 | 5                                 |
| Италия                            | 27                                | 0                                 | 27                                |
| Япония                            | 4                                 | 0                                 | 4                                 |
| Мексика                           | 8                                 | 0                                 | 8                                 |
| Марокко                           | 1                                 | 0                                 | 1                                 |
| Нидерланды                        | 1                                 | 0                                 | 1                                 |
| Новая Зеландия                    | 1                                 | 0                                 | 1                                 |
| Пакистан                          | 44                                | 0                                 | 44                                |
| Филиппины                         | 2                                 | 0                                 | 2                                 |
| Польша                            | 1                                 | 0                                 | 1                                 |
| Португалия                        | 3                                 | 0                                 | 3                                 |
| Сенегал                           | 1                                 | 0                                 | 1                                 |
| Сингапур                          | 2                                 | 0                                 | 2                                 |
| Испания                           | 1                                 | 0                                 | 1                                 |
| Швеция                            | 2                                 | 0                                 | 2                                 |
| Швейцария                         | 1                                 | 0                                 | 1                                 |
| Китайская Республика              | 3                                 | 0                                 | 3                                 |
| Таиланд                           | 9                                 | 0                                 | 9                                 |
| Турция                            | 4                                 | 0                                 | 4                                 |
| Великобритания                    | 15                                | 4                                 | 19                                |
| США                               | 25                                | 0                                 | 25                                |
| Вьетнам                           | 1                                 | 0                                 | 1                                 |
| Югославия                         | 3                                 | 0                                 | 3                                 |
| Всего                             | 365                               | 16                                | 381                               |

Всего на борту Pan Am 73 находилось 365 пассажиров и членов экипажа, которые были гражданами 14 различных стран. Граждане Индии составляли примерно 27% людей, находившихся на борту, и 24% погибших. Граждане трех стран — Индии, Италии и Соединенного Королевства — вместе составляли основную массу (71%) погибших.

#### Экипаж
- Капитан Уильям Аллен «Билл» Кианка (родился 1 июня 1934 года), 52 года. Он служил в ВМС США с 1952 по 1954 год, участвовал в Корейской войне, а с 1954 года работал капитаном в Pan Am.
- Первый помощник капитана Конвей Техан Додж-старший (родился 30 мая 1933 года), 53 года. С 1951 по 1955 год служил в Корпусе морской пехоты США, участвовал в двух командировках во время Корейской войны, а с 1955 года работал первым помощником капитана в Pan Am.
- Бортинженер Джон Джозеф Риджуэй (родился 25 сентября 1940 года), 45 лет. С 1962 года работал бортинженером в авиакомпании Pan Am.

## Судьба террористов
Угонщики самолёта были в Пакистане задержаны, осуждены и в 1988 году приговорены к смертной казни, которая позднее была заменена пожизненным тюремным заключением.
Однако один из них, Зайд Хассан Абд Аль-Латиф Масуд Аль Сафарини (Zayd Hassan Abd Al-Latif Masud Al Safarini), стрелявший в пассажиров самолёта, в 2001 году был освобождён из пакистанской тюрьмы — но вскоре был схвачен агентами ФБР в Бангкоке и доставлен в США, где его приговорили к 160 годам лишения свободы в Колорадо. Остальные четыре террориста были выпущены из центральной тюрьмы города Равалпинди в январе 2008 года; за их головы ФБР предложило награду 5 млн долларов США.
По сообщениям руководства пакистанской разведки, в январе 2010 года в ходе атаки беспилотников в племенном регионе Северного Вазиристана был убит один из освобождённых угонщиков, Джамал Саид Абдул Рахим (Jamal Saeed Abdul Rahim). Но его смерть не подтверждена, и он остаётся в списке самых разыскиваемых террористов ФБР.

## Культурные аспекты
- Угон рейса 73 упоминается в рассказе Максима Шахова «Русский полковник».
- Фильм «Нирджа» показывает героическую судьбу молодой стюардессы Нирджи Бханот.